# Phyllonorycter joannisi
Phyllonorycter joannisi là một loài bướm đêm thuộc họ Gracillariidae. Nó được tìm thấy ở hầu hết châu Âu (ngoại trừ Ireland, bán đảo Iberia và bán đảo Balkan).

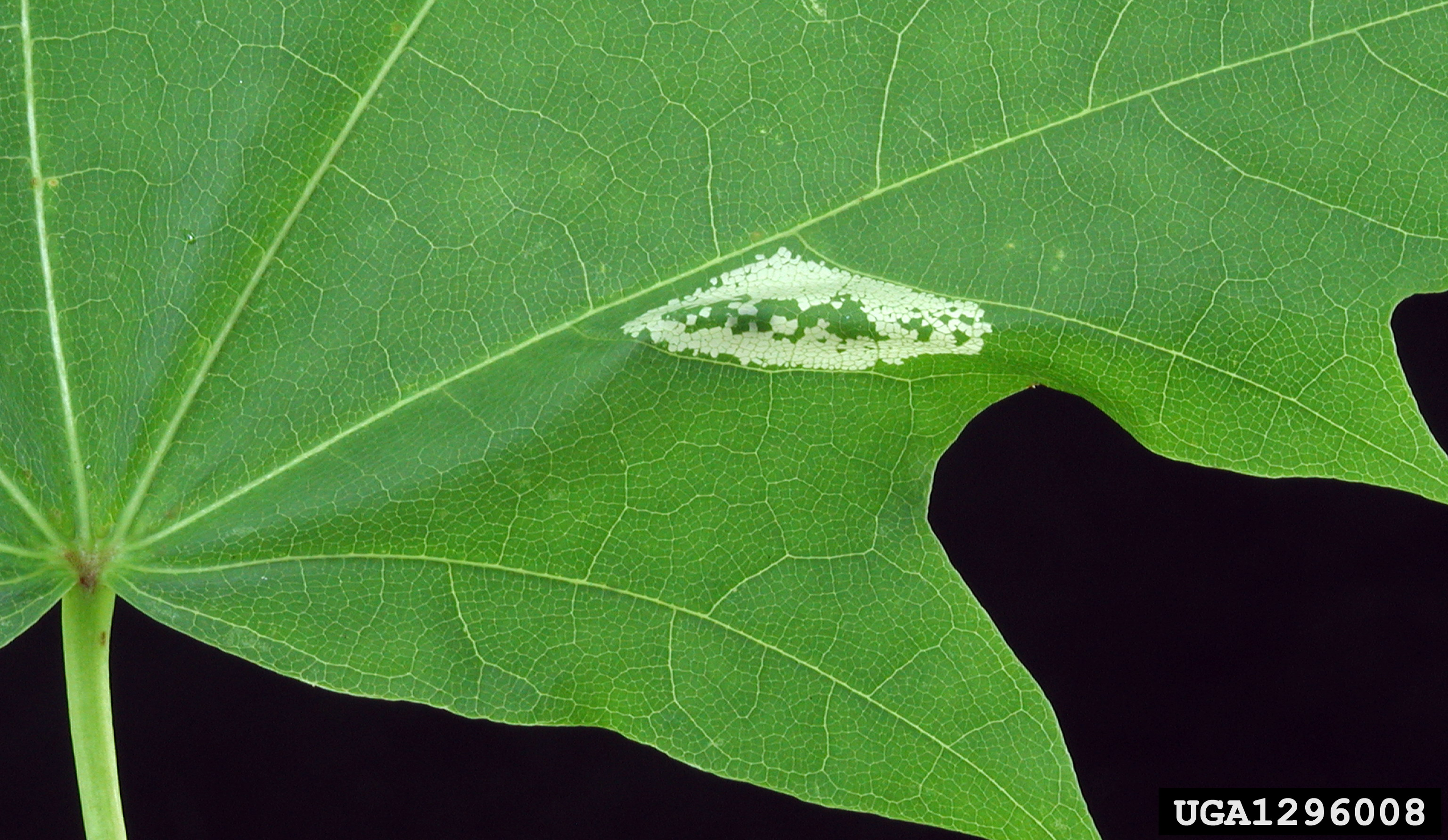
Damage

Sải cánh dài 6.5–9 mm. Con trưởng thành bay vào tháng 5 và tháng 8 làm hai đợt.
Ấu trùng ăn Acer platanoides. Chúng ăn lá nơi chúng làm tổ. 